# Benedict Anderson
Benedict Richard O'Gorman Anderson (26. srpna 1936  Kchun-ming, Čína – 13. prosince 2015 Batu, Malang, Indonésie) byl americký politolog a odborník mezinárodních vztahů, v nichž se specializoval na Indonésii. Byl profesorem mezinárodních studií na Cornellově univerzitě. Jeho nejznámější prací je kniha Imagined Communities (česky: Představy společenství) z roku 1983, kde studoval mechanismy konstrukce identity národa. Národ vidí jako „imaginární společenství“, složitě konstruované různými politickými technikami. Nacionalismus považuje za hegemonní, ústřední ideologii modernity, která není zdaleka na ústupu, právě naopak. Známé je jeho srovnání klasického evropského nacionalismu a nacionalismu vzniklého v amerických koloniích, na severu i na jihu (nazývá je „kreolské státy“). K zájmu o toto téma ho přivedl už jeho složitý původ; narodil se v Číně irským rodičům, kteří roku 1941 odešli do USA. Jeho bratrem je historik Perry Anderson.